# Juan Marichal (Baseballspieler)
Juan Antonio Marichal Sanchez (* 20. Oktober 1937 in Laguna Verde, Dominikanische Republik) ist ein ehemaliger dominikanischer Baseballspieler (auf der Position des Pitchers) in der Major League Baseball (MLB). Seine Spitznamen sind Manito, Dominican Dandy und Mar.

## Leben

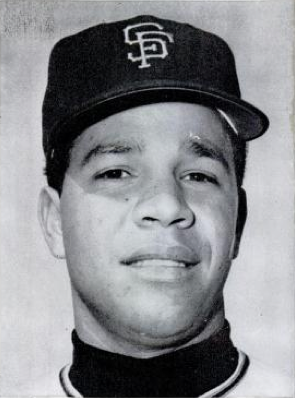
Juan Marichal, 1962

Juan Marichal gab sein Debüt in der National League mit den San Francisco Giants am 19. Juli 1960. Im ersten Spiel seiner Karriere ließ er gegen die Philadelphia Phillies beim 2:0-Sieg nur einen einzigen Basehit zu. Bereits 1962 konnte er mit den Giants die Meisterschaft in der National League gewinnen. Gegen Ende der Saison verletzte er sich am Fuß und verlor seine letzten drei Spiele. Es kam zu Entscheidungsspielen gegen die Los Angeles Dodgers, bei denen diese Verletzung erneut aufbrach. So kam er in der World Series gegen die New York Yankees nur zu einem Einsatz, die Giants unterlagen in fünf Spielen.
Am 15. Juni 1963 gelang ihm ein No-Hitter gegen die Houston Astros beim 1:0-Sieg. Am 2. Juli 1963 besiegte er die Milwaukee Braves mit Warren Spahn in 16 Innings. Von 1963 bis 1969 gelangen Marichal mit Ausnahme von 1967 jährlich mindestens 20 Siege. 1963 und 1968 führte er die National League in Siegen an und hatte keinen höheren ERA als 2,76.
Den negativen Höhepunkt seiner Karriere erlebte Juan Marichal am 22. August 1965 im Spiel gegen die Los Angeles Dodgers. Marichal war am Schlag, der Werfer der Dodgers war Sandy Koufax. Der Catcher der Dodgers John Roseboro warf einen Ball zurück zu Koufax, dieser ging allerdings nach Meinung von Marichal zu knapp an dessen Kopf vorbei. Eine Auseinandersetzung folgte, bei der Marichal dann mit dem Schläger auf den Kopf von Roseboro schlug. Dies führte zu einer vierzehnminütigen Auseinandersetzung sämtlicher Spieler beider Teams. Roseboro musste mit 14 Stichen genäht werden, Marichal wurde des Feldes verwiesen, für neun Spiele gesperrt und mit einer Geldstrafe von 1750 $ belegt. Roseboro wollte gerichtlich gegen Marichal vorgehen, wozu es letztendlich nicht kam. Beide sprachen sich nach diesem Vorfall aus und wurden sogar enge Freunde, die sogar Bilder dieses Vorfalls gemeinsam unterzeichneten.
Neunmal wurde Marichal ins All-Star-Team berufen, 1965 wurde er sogar zum MVP des Spiels gewählt. 1971 konnte er mit den Giants noch den Titel in der National League West gewinnen, aber in der National League Championship Series scheiterten sie an den Pittsburgh Pirates.
Nach der Saison 1973 verließ er die Giants und spielte noch jeweils eine Saison bei den Boston Red Sox und den Los Angeles Dodgers. In Los Angeles wurde er nur noch in zwei Spielen eingesetzt und beendete seine Karriere am 16. April 1975.
Seine Trikotnummer 27 wird von den San Francisco Giants nicht mehr vergeben. 1983 wurde er in die Baseball Hall of Fame gewählt. Nach seiner Karriere war er in der Dominikanischen Republik auch als Sportminister tätig. 1990 arbeitete er für das spanische Radio als Kommentator, als sein Schwiegersohn Jose Rijo den Titel des World-Series-MVP gewann. 2005 wurde außerhalb des Pacific Bell Parks eine Statue von Juan Marichal enthüllt.